# Кости, Иоаннис
Иоаннис Кости (греч. Ιωάννης Κωστή; род. 17 марта 2000) — кипрский футболист, полузащитник греческого «Левадиакоса».

## Биография

### Клубная карьера
Воспитанник клуба «Неа Саламина», в котором и начал профессиональную карьеру. Дебютировал в чемпионата Кипра 14 мая 2016 года, выйдя на замену на 90+3 минуте в матче последнего тура против АЕК Ларнака. Первые несколько сезонов лишь изредка появлялся на поле, но начиная с сезона 2018/19 стал твёрдым игроком основы.
С 2020 года играет в Греции.

### Карьера в сборной
Впервые был вызван в сборную Кипра в июне 2019 года на матчи отборочного турнира чемпионата Европы 2020 со сборными Шотландии и России. 8 июня дебютировал за сборную в матче против Шотландии, в котором вышел на замену на 70-й минуте, заменив Матию Шполярича.